# Thomas Tudway
Thomas Tudway (nascut vers el 1650 - Londres, 1730) fou un organista i compositor anglès.
Infant de cor de la Capella Reial, fou deixeble de John Blow i el 1705 assolí una plaça de mestre de música a Cambridge, sent destituït l'any següent per haver ofès a la reina Anna, i reintegrat el 1707.
Va compondre un gran nombre d'obres religioses vocals i formà una col·lecció de gran valor de música religiosa, que avui es troben en Museu Britànic.